# フィルマン・ランボー

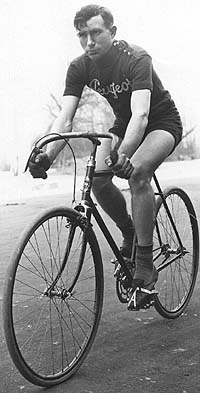
フィルマン・ランボー

フィルマン・ランボー（Firmin Lambot、1886年3月14日-1964年1月19日）は、ベルギー、フロランネ出身の名自転車競技選手。

## 経歴
サドル職人を経て1908年にプロロードレース選手に転身したという異色の経歴の持ち主。
1911年、ツール・ド・フランス初出場（総合11位）。
1913年のツール・ド・フランスで区間1勝を挙げ総合4位と健闘。
1914年のツール・ド・フランスでも区間1勝を挙げ、総合8位に入った。
1919年、第一次世界大戦後の再開元年となったツール・ド・フランスにおいて、ランボーは思いもかけない形で総合優勝を手中にすることになる。
この年のツールより、どの選手が総合首位者なのかを識別させるため、マイヨ・ジョーヌという黄色いジャージの着用制度が設けられた記念すべき大会でもあったが、ツール・ド・フランスのディレクターであるアンリ・デグランジュが、第11ステージ終了時点で総合首位だった同胞のフランス国籍選手、ウジェーヌ・クリストフに対しマイヨ・ジョーヌを贈呈。つまり、このままクリストフが総合優勝を果たすであろうという期待も込められていた。この時点でランボーはクリストフに遅れること23分19秒差。しかし山岳ステージは第12ステージで終了し、残る3ステージは平坦ステージであったことから、ランボーの逆転は難しいと思われた。
ところが、468kmの行程が組まれた第14ステージにおいて、クリストフのフォークが破損。当時、同一区間で使用する自転車をそのままゴールまで使用し続けなければならないという規定があったため、クリストフはその修理に時間を要し、区間優勝を果たしたランボーに対し、2時間58分58秒差の区間10位でゴールするのがやっとだった。結局、クリストフの不運を味方にする形で、ランボーは第一次大戦後初のツール・ド・フランス総合優勝者となった。
1920年のツール・ド・フランスでは総合3位（区間2勝）、1921年のツール・ド・フランスでは総合9位（区間2勝）となったランボーは、1922年のツール・ド・フランスで再び頂点に立つことになるが、またしても幸運を呼び込む形となった。
第13ステージ走行中、第12ステージまで総合首位だったエクトール・ウースガンの自転車が大破。やむを得ず自転車を乗り換えることになったが、そのために1時間のペナルティを課せられることになり、同ステージではランボーに4分45秒の差をつけたにもかかわらず、マイヨ・ジョーヌはランボーに移動。ランボーは史上初の区間優勝なしで総合優勝を果たし、加えて当時36歳であったが、今もなお、ツール・ド・フランス史上最年長総合優勝記録を保持している。
その後、1923年、1924年のツールにも出場したがいずれも途中棄権。1924年を最後に現役を引退。引退後は再びサドル職人に戻った。